# 아담 자가예프스키
아담 자가예프스키(폴란드어: Adam Zagajewski, 1945년 6월 21일~2021년 3월 21일)는 폴란드의 시인이다. 르비우에서 태어났다. 한국에는 시집 한 권이 출간되었다.

## 같이 보기
- 폴란드 문학